# قضية (فلسفة)
القضية مصطلح مستعمل في الفلسفة التحليلية المعاصرة. وتستعمل أساسا في إيضاح بأن فكرة ما قد تقبل الصواب أو الخطأ.
القضية عند المنطقيين، وتسمى خبرا وتصديقا أيضا، هي قول يصح أن يقال لقائله إنه صادق فيه أو كاذب. فالقول أعم من الملفوظ والمعقول، وهو جنس يشتمل الأقوال التامة والناقصة.

## تقسيم
القضية إما حملية أو شرطية. قيل إن كان المحكوم عليه والمحكوم به قضيتين عند التحليل أي عند حذف ما يدل على العلاقة بينهما من النسبة الحكمية سميت شرطية وإلا سميت حملية.
وأجيب بأن المراد بالقضية هاهنا ما ليس بمفرد ولا في قوة المفرد وهو ما يمكن أن يعبر عنه بمفرد، وأقلها أن يقال هذا ذاك أو هو هو أو الموضوع المحمول ونحو ذلك، بخلاف الشرطية إذ لا يقال فيها إن هذه القضية تلك القضية، بل يقال إن تحققت هذه القضية تحققت تلك، أو يقال إما أن يتحقق هذه القضية أو تلك القضية.
وفيه أنه يمكن أن يعبر فيها أيضا بالمفرد وأقله أن هذا ملزوم لذلك أو معاند له. والتحقيق هو أن يقال القضية إن لم يوجد في شيء من طرفيها نسبة فهي حملية، كقولك: الإنسان حيوان، وإن وجدت فإن كانت مما لا يصلح أن تكون تامة كأن تكون النسبة تقييدية كقولنا: الحيوان الناطق جسم ضاحك، أو امتزاجية ونحو ذلك فهي أيضا حملية. وإن كانت مما لا يصلح أن تكون تامة فإما أن يوجد في أحد طرفيها فهي أيضا حملية كقولنا زيد أبوه قائم لأنه لا بد من ملاحظة النسبة إجمالا ليمكن الحكم بالاتحاد.
والمراد بالملاحظة الإجمالية أن لا يلتفت إلى النسبة قصدا بل إلى المجموع من حيث المجموع. وإما أن يوجد فيهما معا، فإما أن تكون ملحوظة إجمالا فهي أيضا حملية كقولنا: زيد قائم يناقضه زيد ليس بقائم، وإما أن تكون ملحوظة تفصيلا فيكون القضية حينئذ شرطية لأن النسبة ملتفت إليها قصدا، وذلك يستدعي ملاحظة طرفيها مفصلا فلا يمكن الحكم بالاتحاد، كقولنا: إن كانت الشمس طالعة فالنهار موجود، فظهر أن أطراف الحملية إما مفردة بالفعل أو بالقوة، فإن المشتمل على النسبة التقييدية مطلقا أو الخبرية إذا كانت ملحوظة إجمالا يمكن أن يوضع موضعه مفرد لأن دلالته إجمالية، وإن أطراف الشرطية لا يمكن أن يوضع المفردات في موضعها إذ لا يمكن أن يستفاد من المفردات ملاحظة المحكوم عليه وبه والنسبة على التفصيل.
فإن شئت قلت في التقسيم طرفاها إن كانا مفردين بالفعل أو بالقوة فحملية وإلا فشرطية. وإن شئت قلت كل واحد من طرفيها إن كان مشتملا على نسبة تامة ملحوظة تفصيلا فشرطية وإلا فحملية، فكأن قولهم إن كان المحكوم عليه وبه قضيتين عند التحليل إلى آخره أراد به أن كل واحد من طرفيها قضية بالقوة ملحوظة تفصيلا، فتكون قضية بالقوة القريبة من الفعل إذ لا يحتاج فيها بعد حذف الروابط إلى شيء سوى الإذعان لتلك النسبة، بخلاف ما إذا لوحظ النسبة إجمالا فإنه قضية بالقوة البعيدة لاحتياجها إلى ملاحظة النسبة تفصيلا أيضا.